# Čamsko jezero
Čamsko jezero (amharsko: ቻሞ ሐይቅ) je jezero v regiji Narodna regija jugozahodne Etiopije v južni Etiopiji. Leži v glavnem etiopskem tektonskem jarku in je na nadmorski višini 1110 metrov. Čamsko jezero je južno od jezera Abaja in mesta Arba Minč, vzhodno od gorovja Guge in zahodno od gorovja Amaro.

## Pregled
Severni konec Čamskega jezera leži v narodnem parku Nečisar. Po podatkih, ki jih je objavila Centralna statistična agencija, je 32 kilometrov dolgo in 13 široko, s površino 317 kvadratnih kilometrov in največjo globino 14 metrov z velikim porečjem približno 18.757 kvadratnih kilometrov. Drugi viri ga umeščajo na nadmorsko višino 1235 metrov z dolžino 26 km, širino 22 km, površino 551 kvadratnih kilometrov, porečjem 2220 kvadratnih kilometrov in največjo globino 10 metrov.
Jezero je obdano z rogozom, pa tudi z mokrišči. Napajajo ga reka Kulfo in več majhnih potokov, izliva pa se iz jezera Abaja, ki ga prinese reka Ualo.

## Raziskovanje
Oscar Neumann je med raziskovanjem tega območja leta 1901 našel suho strugo, ki povezuje jČamsko jezero z reko Sagan, zaradi česar je sklepal, da jezero prispeva k Saganu v letih obilnih padavin.

## Živalstvo
Divje živali vključujejo ribe, kot so som Bagrus docmak in nilski ostriž, pa tudi povodne konje in nilske krokodile.

## Galerija
- Jezero
- Nilski krokodil
- Veliki povodni konj
- Pelikani